# South Wales Echo
South Wales Echo — газета, издающаяся в Кардиффе, Уэльс.
Газета была основана домом Томсонов в 1884 году в центре Кардиффа. Издаётся компанией Media Wales Ltd., входящей в группу Trinity Mirror. В 2008 году офис Media Wales переехал в новое здание, расположенное по адресу Парк-стрит, 6, рядом со стадионом Миллениум.
Выпускается два раза в день в будние дни: утром и вечером, в выходные — один раз в день.
С выпуском South Wales Echo была связана карьера таких людей, как писатель Кен Фоллетт, карикатурист Грэн Джонс, популяризатор науки Брайан Форд, журналист Сью Лоли и новостной обозреватель Майкл Бурк.